# 放蕩息子の帰還 (グエルチーノ、ボルゲーゼ美術館)
『放蕩息子の帰還』（ほうとうむすこのきかん、伊: Ritorno del figliol prodigo、英: The Return of the Prodigal Son）は、イタリアのバロック絵画の巨匠グエルチーノが1627-1628年ごろにキャンバス上に油彩で制作した絵画である。『新約聖書』中の「ルカによる福音書」にある「放蕩息子のたとえ話」(15章11-32) を主題としており、画家が生涯に5点描いた同主題作のうちの1点である。ランチェロッティ (Lancellotti)・コレクションにあった作品で、1818年にカミッロ・フィリッポ・ボルゲーゼにより購入された。現在は、ローマのボルゲーゼ美術館に所蔵されている。

## 主題
「ルカによる福音書」にある「放蕩息子のたとえ話」によれば、ある男に2人の息子がいた。兄は堅実な性格であったが、弟はわがままで、父に相続する財産を分けてほしいと頼む。父は、彼が財産を浪費してしまうことを知りつつも財産を渡した。実際に、しばらくして彼は財産を使い果たし、食べる物にも困るようになり、豚飼いになりさがってしまう。その後、悔い改めた彼が雇人にしてもらおうと父の元に帰ると、父は彼を赦し、彼に豪華な衣装を与え祝宴を催した。帰宅した兄は怒って家に入ろうとしなかったが、父は「お前のあの弟は死んでいたのに生き返った。いなくなっていたのに見つかったのだ。祝宴を開いて楽しみ喜ぶのは当たり前ではないか」となだめた。この物語の父は神を、弟は人を表す。人が心から悔い改めれば、神は赦しを与えるという物語である。
イエス・キリストによって定められた、恩恵を受ける手段は「秘跡」と呼ばれるが、悔悛と赦しはその1つにあたる。キリスト教会では7つの秘跡が伝統的に守られていたが、プロテスタントはこのうち洗礼と聖餐のみを認めた。一方、カトリック側では7つの秘跡が遵守され、トレント公会議以降、以前にもまして多くの美術作品に描かれるようになった。本作はその1例である。

## 作品

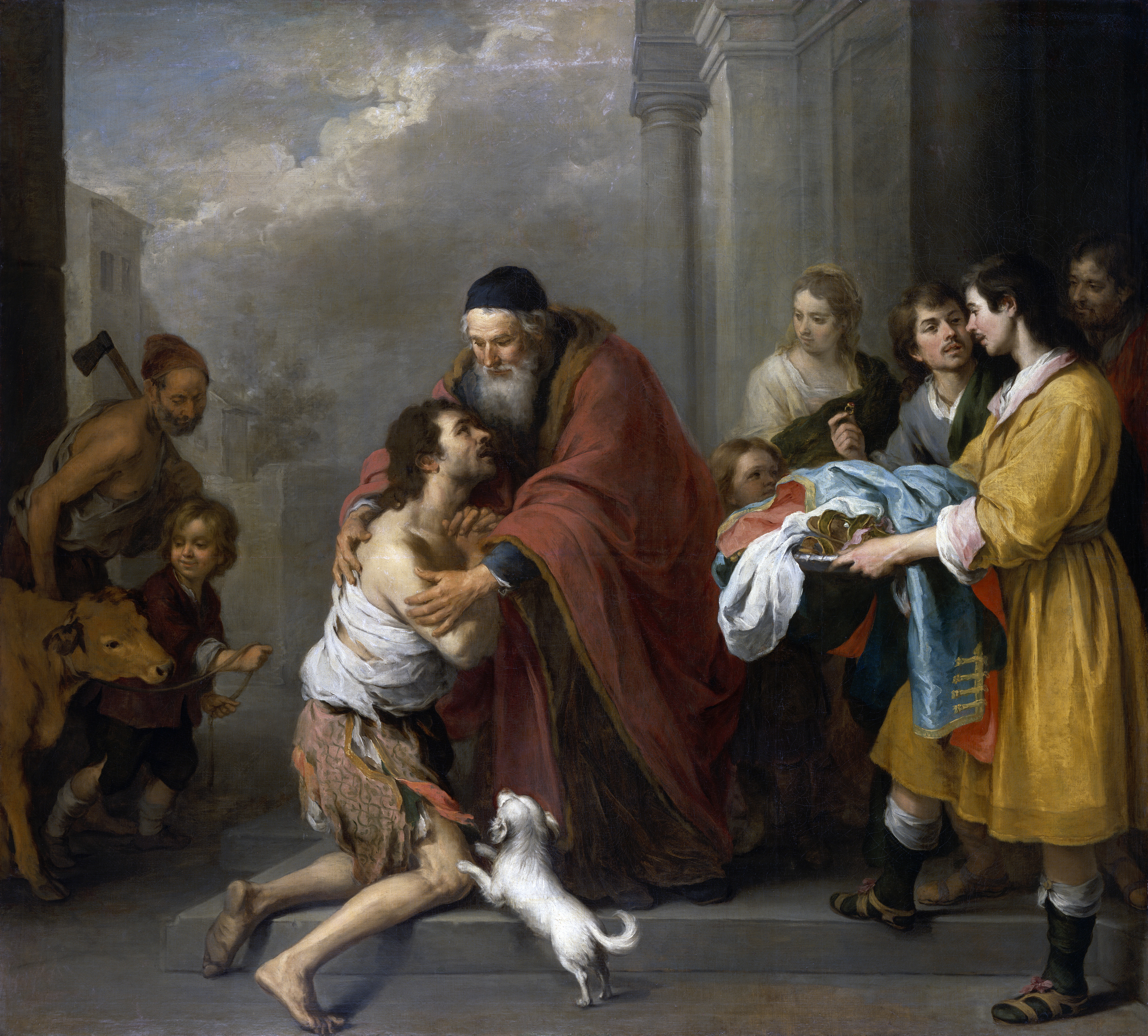
バルトロメ・エステバン・ムリーリョ『放蕩息子の帰還』 (1667-1670年ごろ)、ナショナル・ギャラリー (ワシントン)

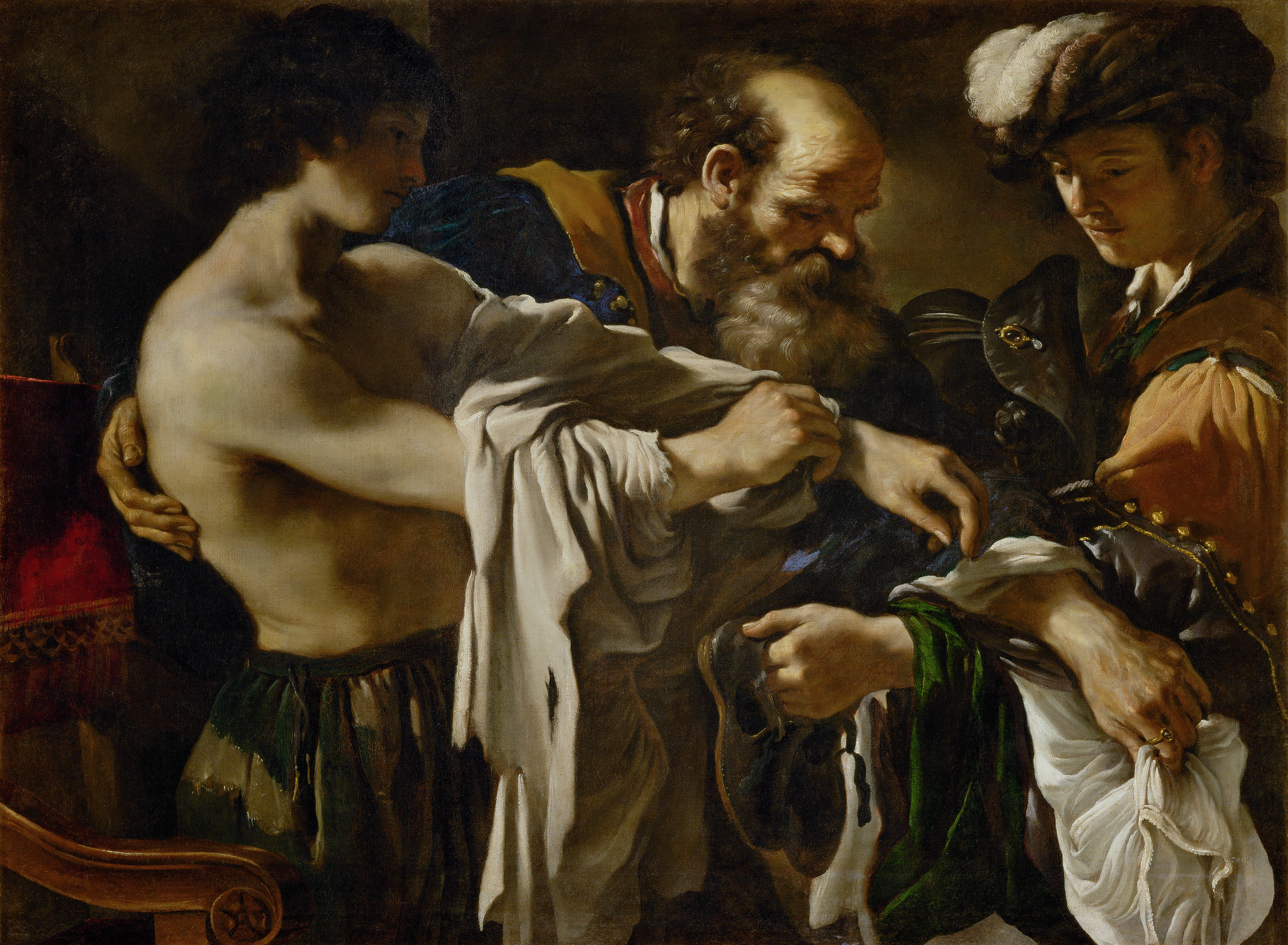
グエルチーノ『放蕩息子の帰還』 (1619年)、美術史美術館 (ウィーン)

通常、美術作品には放蕩息子が帰宅する場面が取り上げられるが、本作ではやや後の、息子が着替える場面が描かれている。画面の父親は放蕩息子の肩を掴んでおり、息子は左側にいる従者が持ってきた清潔な服を着ようとするために古い服を脱ごうとしている。新旧の上着は息子の人生の変化を象徴している。なお、忠誠心と慈悲の象徴である犬も場面に登場し、息子を歓迎している。
グエルチーノは生涯にわたって5度「放蕩息子の帰還」の主題で作品を制作したが、本作との関連で興味深いのは1619年に描かれた『放蕩息子の帰還』 (ウィーンの美術史美術館) である。ウィーンの作品は構図が左右逆転しているものの、本作ときわめてよく似た人物構成を持つ。とはいえ両作の画風には大きな相違もあり、グエルチーノのローマ滞在を挟んだ様式の変化を跡づけている。
大きな相違点は人物の配置と光の扱いである。ウィーンの作品では放蕩息子、父、兄の3人の身体が重なり合い、画面全体が闇に沈んでいるため位置関係が明瞭ではない。強い光により父の顔、3人の手先、白い上着などのみが闇から浮かび上がり、3人は渾然一体となって物語を紡ぎ出す。一方、ボルゲーゼ美術館の本作では、放蕩息子、父、従者の3人は横一列に配置され、ほとんど重なり合っていないため整理された構図となっている。光は弱められ、彫刻に照明を当てるかのように人体の造形を浮かび上がらせている。実際、画中には人物たちの背後のガラス窓を通して拡散する柔らかな光が満ちている。登場人物の視線の方向も、1点に集中するウィーンの作品とは異なり3者3様で、より穏やかで内省的な雰囲気を醸し出している。